# Saint-Aubin-des-Landes
Saint-Aubin-des-Landes (tiếng Breton: Sant-Albin-al-Lann) là một xã của tỉnh Ille-et-Vilaine, thuộc vùng Bretagne, miền tây bắc nước Pháp.

## Dân số
Người dân ở Saint-Aubin-des-Landes được gọi là Saint-Aubinois.
| Năm | 1962 | 1968 | 1975 | 1982 | 1990 | 1999 |
| --- | ---- | ---- | ---- | ---- | ---- | ---- |
| Dân số | 503  | 506  | 515  | 636  | 723  | 871  |
| From the year 1962 on: No double counting—residents of multiple communes (e.g. students and military personnel) are counted only once. |      |      |      |      |      |      |